# Keilhau
Keilhau ist ein Ortsteil von Rudolstadt in Thüringen, der in einem Seitental der mittleren Saale liegt.

## Geografie
Die kleine Gemeinde Keilhau liegt in einem linken Seitental der mittleren Saale, etwa 6 km westlich von Rudolstadt. Südlich und südöstlich des Dorfes erstreckt sich das NSG Dissau und Steinberg mit einem der größten Eibenvorkommen in Thüringen.

## Geschichte
Der Ort wurde um 800 besiedelt, zur Zeit Karls des Großen, durch die Sorben. Das Land war damals noch in so genannte Gaue eingeteilt, in denen der jeweils herrschende Graf vom begüterten Adel gewählt wurde. Keilhau lag wahrscheinlich im Längwitzgau. Ab dem 11. Jahrhundert existierten die Gaue nur noch in geografischer Form. Es traten selbständige Grafen auf. Die über Keilhau Herrschenden waren die Grafen von Schwarzburg und Kevernburg (bei Arnstadt). Nicht schlüssig geklärt ist die Frage, wer den Ort gegründet hat. Einige Anzeichen, z. B. die Einteilung der Feldflur, entspricht einerseits dem Vorgehen in Thüringen, andererseits ist die Dorfanlage als Rundling typisch slawisch. Einen Hinweis auf die slawische Besiedlung gibt auch der Name des nahegelegenen NSG Dissau und Steinberg: tis oder dis ist der slawische Ausdruck für Eibe, die besonders in diesem Gebiet sehr häufig ist.
Der Ortsname, für den auch keine endgültige Deutung gefunden ist, hat wiederum deutsches Gepräge. Eine Erklärung dafür könnte in der gleichzeitigen Besiedlung durch deutsche Grundherren und slawische Feldarbeiter und Bedienstete gesehen werden. Die direkte Ortsgründung kann etwa um das Jahr 900 geschehen sein. Die erste Erwähnung Keilhaus findet sich in einer Urkunde des Erzbischofs Anno von Köln aus dem Jahr 1074, in der es um die Schenkung verschiedener Dörfer und Zinsen an die Abtei Saalfeld/Saale geht. Im Mittelalter gab es in Keilhau 12 Familien-Höfe und die Geschichte der Kirche lässt sich bis vor das Jahr 1200 zurückverfolgen. Die mittelalterliche Gestalt behielt der Ort bis zur Reformation. Die älteste Übersicht über die existierenden Höfe stammt aus dem Jahr 1581 und gibt Aufschluss über deren Besitzer und Größe.
Zur Zeit der Ankunft Friedrich Fröbels (1782–1852) in Keilhau im Jahr 1817 muss das Dorf – den Überlieferungen zufolge – in einem sehr beklagenswerten Zustand gewesen sein:

„Keilhau machte den Eindruck eines herabgekommenen Dorfes, das schwere Zeiten durchlaufen hatte. Die Dorfwege waren ebenso wie die Feldwege sehr vernachlässigt. Mitten im Hauptwege glänzte die Dorfpfütze, die meist mehr Schlamm als Wasser besaß. Regnete es, so floss aus allen Höfen ein Teil der Jauche heraus, und Molche oder gefleckte Salamander wanden sich aus den alten Kellergemäuern.“

1817 veränderte sich der Ort gravierend, da Fröbel die Allgemeine Deutsche Bildungsanstalt Fröbel von Griesheim hierher verlegte, an der von 1863 bis 1866 Leopold Graf von Kalckreuth lernte. Hier befindet sich mit der Freien Fröbelschule Keilhau gegenwärtig die einzige Schule weltweit, die ihre Gründung direkt Friedrich Fröbel und Wilhelm Middendorff verdankt und auch heute noch nach deren pädagogischen Prinzipien arbeitet.
Zu Ehren Fröbels wurde der Aussichtspunkt Fröbelblick errichtet. Das von dem Bildhauer Hans Zeissig geschaffene Denkmal bestehend aus Würfel, Walze und Kugel und erinnert an die drei grundlegenden Spielelemente oder Spielgaben. Fröbel, der „Vater“ des deutschen Kindergartens, soll an diesem Ort den Namen Kindergarten geprägt haben: „da untem im Tal gleiche alles einem Garten ...“.
Die Bismarcksäule in Keilhau (Die Feuersäule vom „Bund ehemaliger Keilhauer“).
Turmbeschreibung:
Die 12 m hohe Feuersäule ohne Aussichtsfunktion hat einen quadratischen Grundriss. Auf einem abgerundeten, stufigen Unterbau erhebt sich die viereckige Feuersäule, die sich in zwei mit Zinnen verzierten Abstufungen nach oben verjüngt. Auf der Spitze der Säule wurde eine kleine Feuerschale mit einem Durchmesser von 1,30 m installiert, welche auf einem sich nach oben in kleinen Abstufungen verjüngenden Aufsatz installiert ist. Die Inschrift "BISMARCK" wurde in Goldbuchstaben auf der Ostseite, die Initialen des Architekten wurden an der Südostseite der Säule angebracht.
Am 17. Oktober 1911 spielte sich auf dem Uhufelsen, „Das Duell auf dem Uhufelsen“ zwischen Rudolf Ditzen („Hans Fallada“) und Hanns Dietrich von Necker ab. Der Uhufelsen liegt zwischen Eichfeld und Keilhau.
Bis 1918 gehörte der Ort zur Oberherrschaft des Fürstentums Schwarzburg-Rudolstadt.
Am 1. Juli 1950 wurde die bis dahin eigenständige Gemeinde Eichfeld eingegliedert.
Am 1. Oktober 1993 wurde die bis dahin selbstständige Gemeinde in die damalige Kreisstadt Rudolstadt eingemeindet.

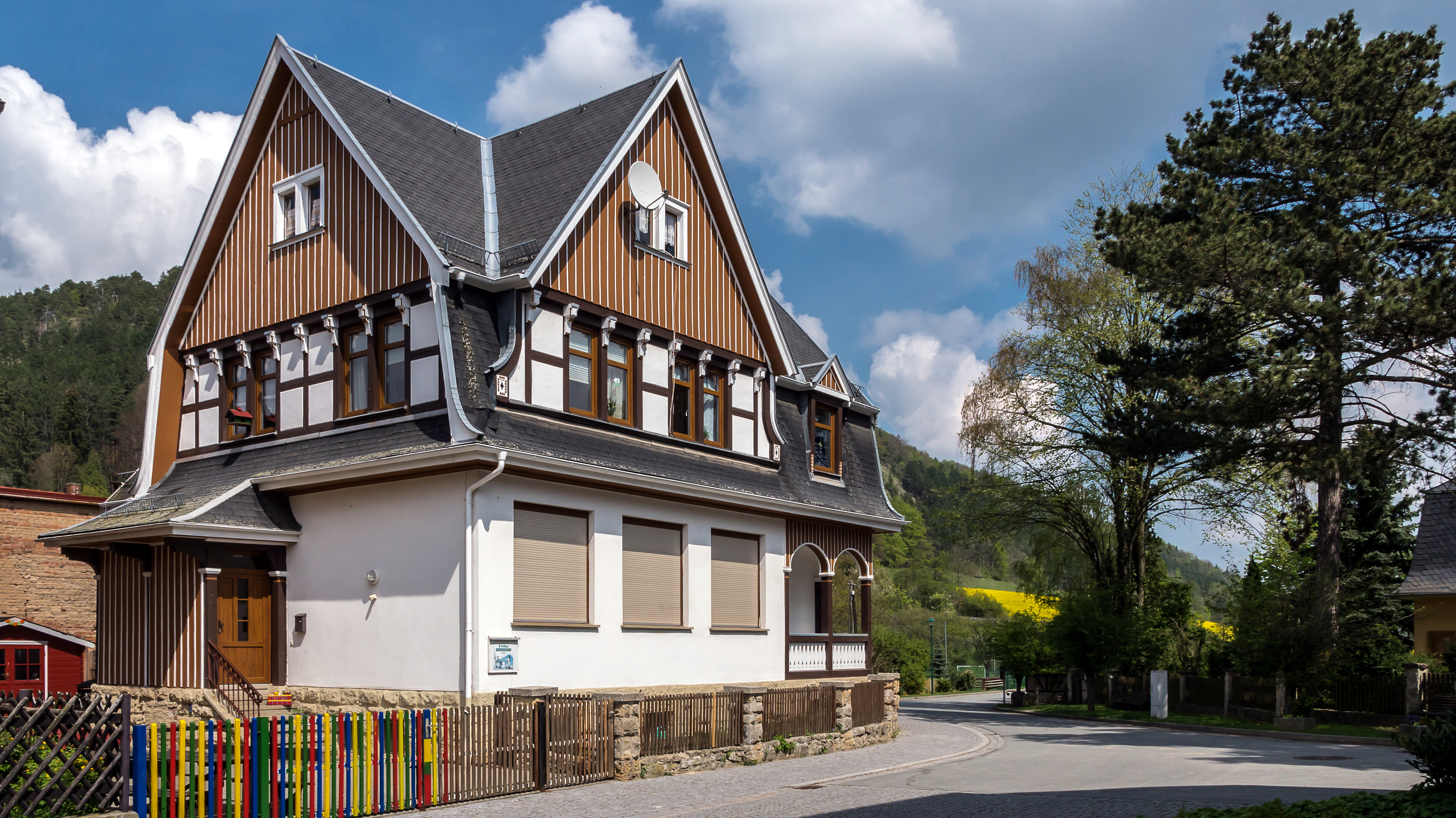
Kindergarten, Robert-Birkner-Straße 2
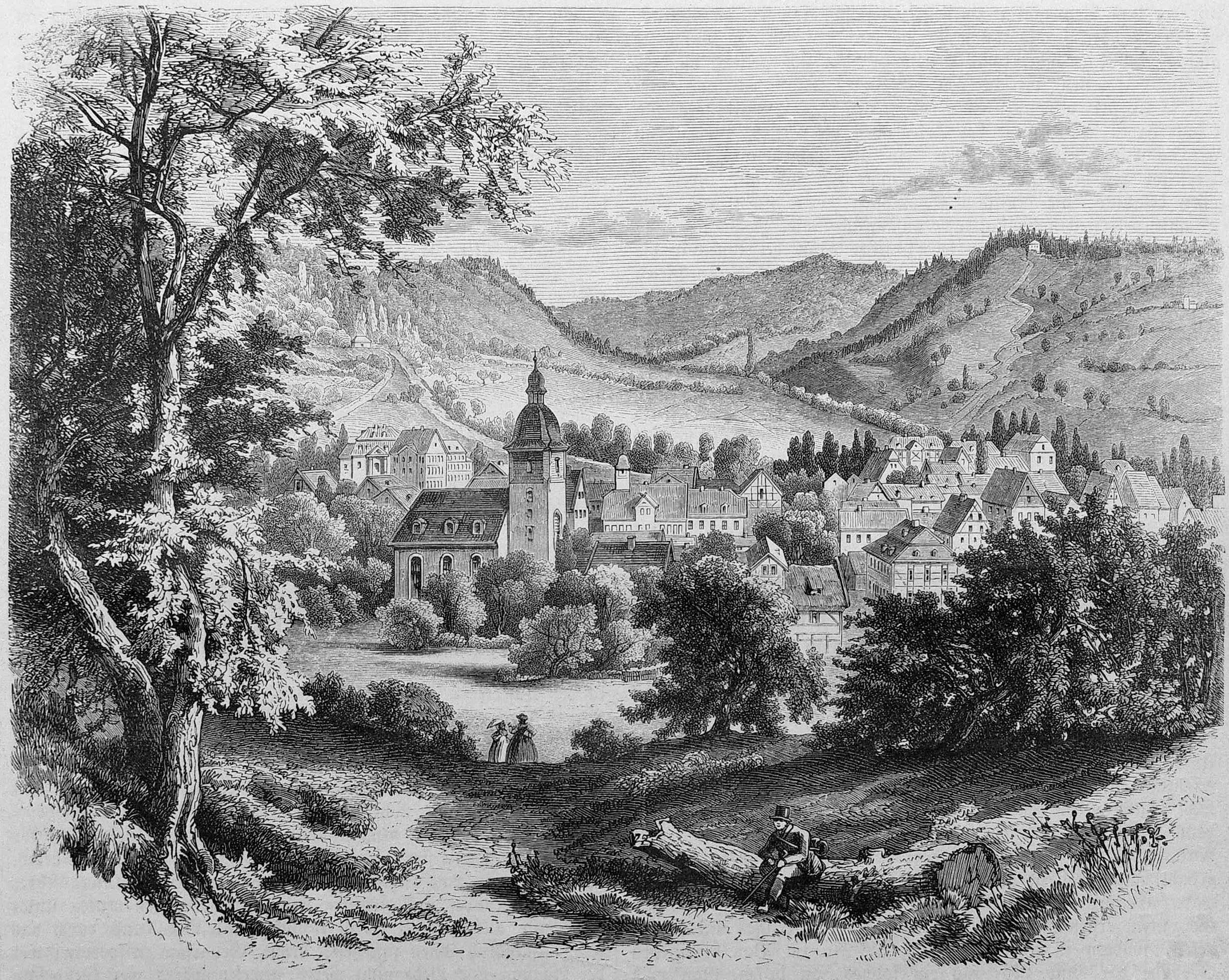
Die Erziehungsanstalt Keilhau auf dem Thüringer Walde. (Die Gartenlaube 1867, Seite 581)
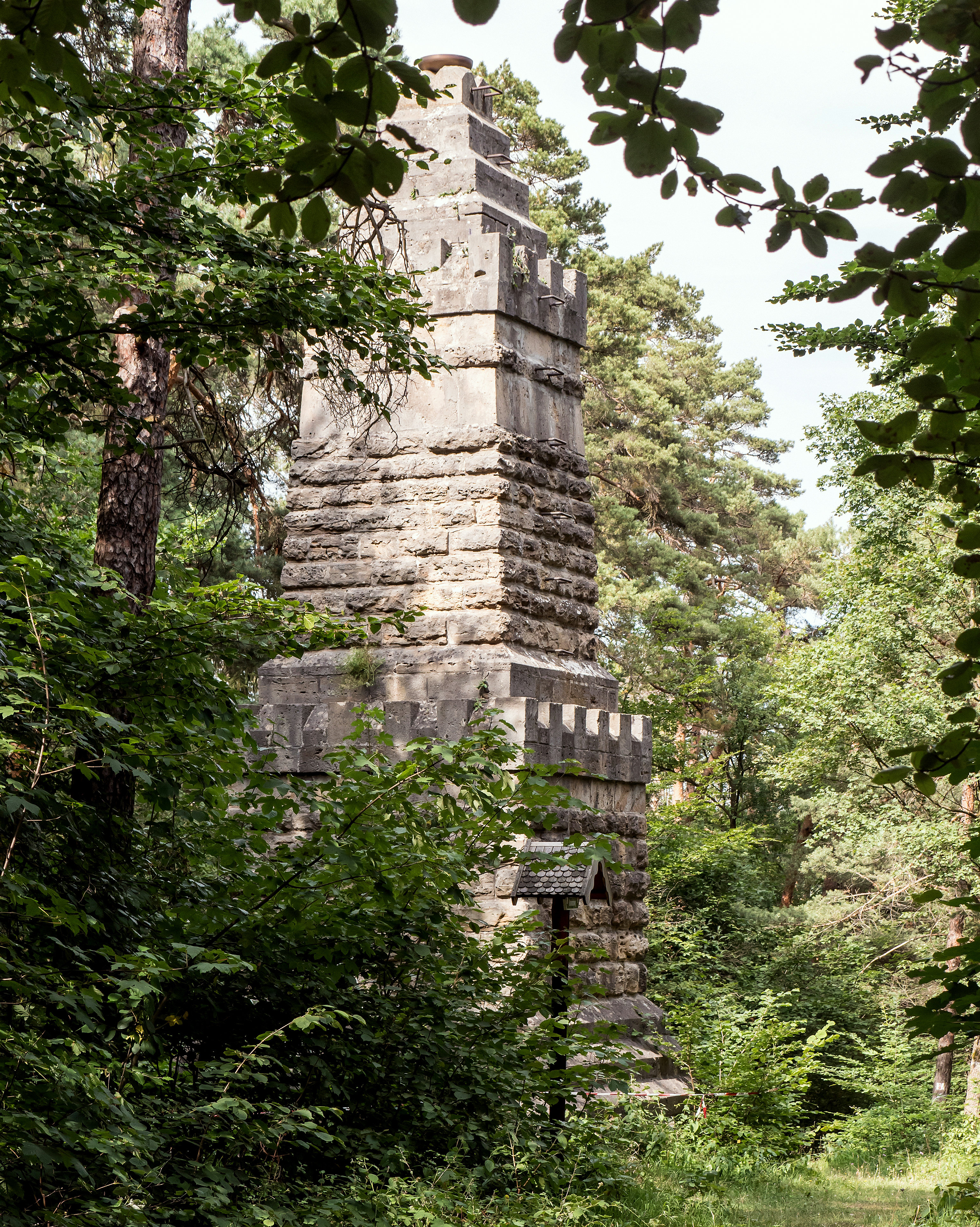
Bismarck-Feuersäule auf dem Kolm
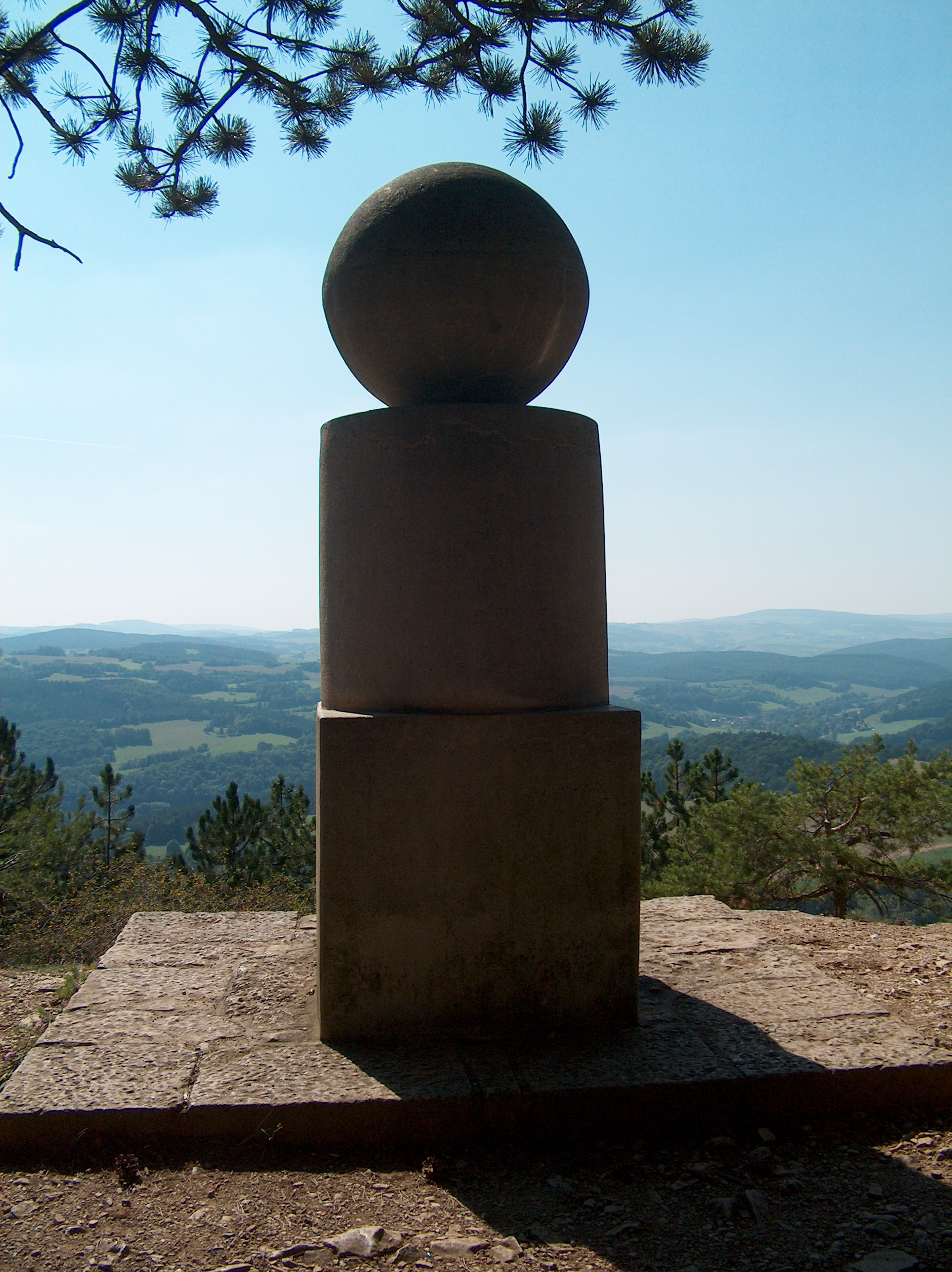
Fröbelblick
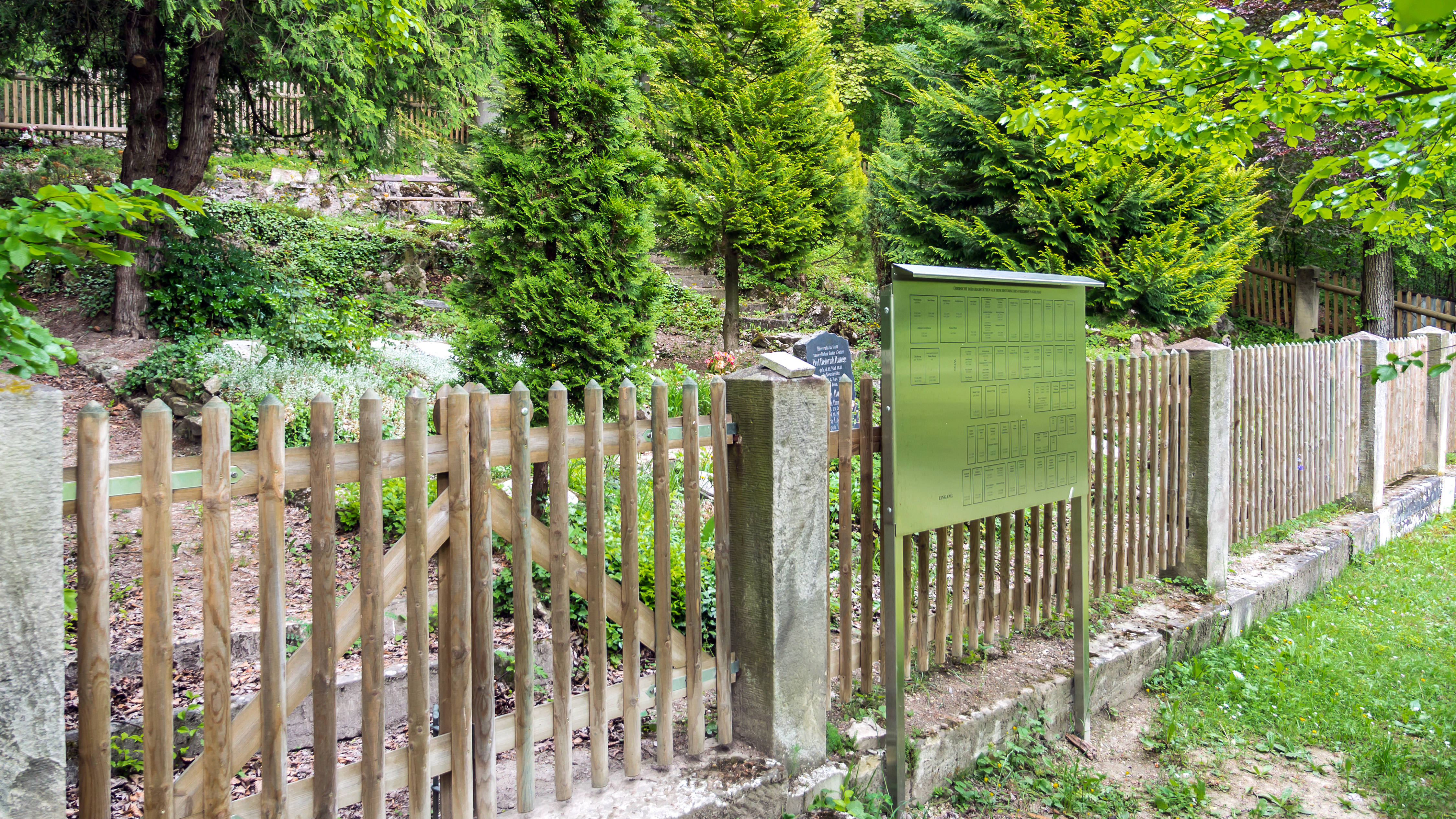
Historischer Friedhof am Waldrand
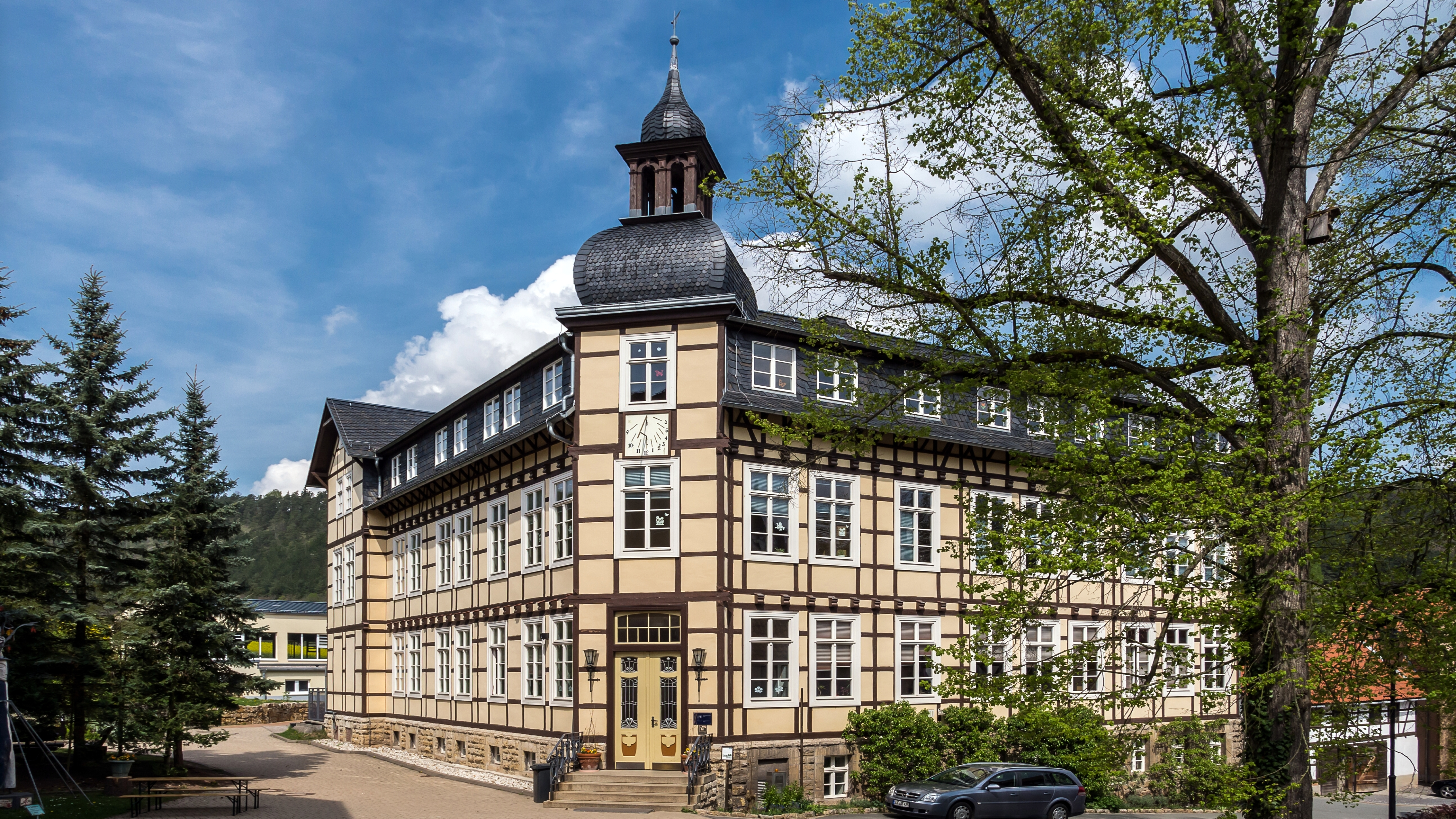
Neue Schule, Robert-Birkner-Straße 23

## Persönlichkeiten
- Friedrich Fröbel (1782–1852), Pädagoge
- Wilhelm Middendorf (1793–1853), evangelischer Theologe und Pädagoge
- Ernst Wilhelm Middendorf (1830–1908), Arzt und Anthropologe
- Dietrich Andernacht (1921–1996), Historiker und Archivar
- Robert Birkner (1881–1944), Journalist, Ehrenbürger